# Пентоксифілін
Пентоксифілін (англ. Pentoxifylline, лат. Pentoxifyllinum) — синтетичний препарат, який є похідним ксантину та належить до групи інгібіторів фосфодіестерази. Пентоксифілін застосовується як перорально, так і парентерально (внутрішньовенно та внутрішньоартеріально). Пентоксифілін розроблений у Німеччині в 60-х роках XX століття у лабораторії фірми «Hoechst», та застосовується у клінічній практиці у Німеччині з 1972 року, у колишньому СРСР з 1977 року, у США з 1984 року.

## Фармакологічні властивості
Пентоксифілін — синтетичний препарат, що є похідним ксантину та належить до групи інгібіторів фосфодіестерази. Механізм дії препарату полягає у блокуванні аденозинових рецепторів, збільшенні концентрації в тромбоцитах циклічного АМФ, завдяки чому знижується їх здатність до агрегації, а також і АТФ у еритроцитах, що призводить до розширення кровоносних судин, зменшення в'язкості крові, покращення забезпечення тканин киснем, зниженню периферичного опору судин, а також призводить до збільшення серцевого викиду. При застосуванні пентоксифіліну збільшується синтез простацикліну та зменшується утворення тромбоксану А2 в ендотеліальних клітинах, знижується концентрація фібриногену в плазмі крові та активність інгібітора активатора плазміногену. Пентоксифілін також інгібує прозапальні цитокіни, у тому числі фактор некрозу пухлини α, інтерлейкіни 1, 2 і 6, інтерферон γ, С-реактивний білок, мозковий натрійуретичний пептид, а також спричинює зниження активності нейтрофілів, що своєю чергою призводить також до зниження утворення вільних радикалів та зниження вивільнення еластази. При застосуванні пентоксифіліну спостерігається помірний судинорозширювальний ефект, із переважним впливом на дрібні судини, покращується забезпечення тканин киснем, покращується колатеральний кровообіг та венозний відтік, завдяки чому покращується як центральний, так і периферичний кровообіг, чим забезпечується швидкий ефект після застосування препарату. Пентоксифілін тривалий час застосовується для лікування облітерувального атеросклерозу судин нижніх кінцівок, і є найбільш вивченим серед лікарських засобів, які застосовуються при переміжній кульгавості. Хоча пентоксифілін у випадку переміжної кульгавості дещо поступається по ефективності цилостазолу, проте у випадку застосування пентоксифіліну спостерігається менше побічних ефектів. Пентоксифілін також ефективний при застосуванні у випадку діабетичної ангіопатії (у тому числі трофічних виразок нижніх кінцівок), діабетичної нейропатії та діабетичної ретинопатії, при його застосуванні також знижується протеїнурія у хворих із діабетичною нефропатією. Застосування пентоксифіліну при хронічному легеневому серці супроводжувалось покращенням вентиляційної функції легень, розширенням судин малого кола кровообігу та зниженням систолічного тиску в легеневій артерії, зменшенням задишки, зменшенням набряків нижніх кінцівок, зменшенням розмірів печінки (більш вираженими ці позитивні ефекти були при включенні до комплексного лікування хворих крім пентоксифілліну також і торасеміду). Пентоксифілін також ефективний при застосуванні у випадку захворювань судин головного мозку (хоча його застосування у випадку інсульту вважається спірним). Згідно з частиною досліджень, пентоксифілін ефективний також при застосуванні у випадку хронічної серцевої недостатності, і, згідно з частиною клінічних досліджень, також знижує смертність таких хворих (хоча даних ефект не був підтверджений статистично). Проте застосування пентоксифіліну при серцевих захворюваннях слід проводити з обережністю, оскільки він протипоказаний при гострому інфаркті міокарда та вираженому атеросклерозі коронарних артерій. В експериментах також досліджується ефективність пентоксифіліну при еректильній дисфункції та хворобі Пейроні.

### Фармакокінетика
Пентоксифілін швидко та добре всмоктується після перорального застосування, проте біодоступність препарату становить лише 10—30 % у зв'язку з ефектом першого проходження через печінку. При парентеральному застосуванні біодоступність препарату становить 100 %. Максимальна концентрація препарату в крові досягається протягом 1 години при пероральному застосуванні. Пентоксифілін зв'язується з мембранами еритроцитів, та метаболізується як у печінці, так і в еритроцитах з утворенням активних метаболітів. Виводиться пентоксифілін переважно із сечею у вигляді метаболітів, лише близько 4 % препарату виводиться із калом. Період напіввиведення пентоксифіліну становить 24—48 хвилин, активних метаболітів 1—1,6 години, у хворих із порушенням функції печінки та літніх хворих зростає як біодоступність, так і період напіввиведення пентоксифіліну.

## Показання до застосування
Пентоксифілін застосовується при порушеннях периферичного кровообігу (переміжній кульгавості, хворобі Рейно, облітерувальному ендартеріїті), ангіонейропатії, трофічних порушеннях тканин (трофічні виразки, гангрена, посттромбофлебітичний синдром), порушеннях мозкового кровообігу (церебральний атеросклероз, запаморочення, порушення пам'яті, порушення сну, ішемічний інсульт та стан після перенесеного ішемічного інсульту, вірусні нейроінфекції), діабетичній нефропатії та інших діабетичних ангіопатіях, гострих порушеннях кровообігу в сітківці та судинній оболонці ока, гострій ішемічній нейропатії зорового нерва, функціональних порушеннях слуху, бронхіальній астмі та інших обструктивних захворюваннях легень.

## Побічна дія
При застосуванні пентоксифіліну найчастішими побічними ефектами є:
- З боку шкірних покривів та алергічні реакції — висипання на шкірі, свербіж шкіри, синдром Стівенса-Джонсона, синдром Лаєлла, набряк Квінке, кропив'янка, гіперемія шкіри, гіпертермія, бронхоспазм, анафілактичний шок.
- З боку нервової системи — головний біль, запаморочення, нервозність, порушення сну, порушення зору, судоми, асептичний менінгіт.
- З боку травної системи — нудота, блювання, болі в животі, сухість у роті, зниження апетиту, гепатит, атонія кишкИ.
- З боку серцево-судинної системи — аритмії, тахікардія, погіршення перебігу стенокардії, при внутрішньовенному введенні може спостерігатися артеріальна гіпотензія, артеріальна гіпертензія, інфаркт міокарда, фібриляція передсердь, підвищена кровоточивість кровотечі із судин шкіри та внутрішніх органів.
- З боку сечовидільної системи — рідко ниркова недостатність, гематурія, поллакіурія.
- Зміни в лабораторних аналізах — тромбоцитопенія, анемія, лейкопенія, агранулоцитоз, панцитопенія, підвищення активності печінкових ферментів у крові, гіперглікемія, подовження часу кровотечі, зниження рівня фібриногену в крові.

## Протипокази
Пентоксифілін протипоказаний при підвищеній чутливості до препарату, при гострій кровотечі та схильності до кровотеч, а також крововиливах у мозок або сітківку ока, застійній серцевій недостатності, гострому інфаркті міокарда, порфірії, у період вагітності та годування грудьми; при внутрішньовенному застосуванні також при аритміях, вираженому атеросклерозі судин головного мозку або коронарних судин і неконтрольованій артеріальній гіпотензії.

## Застосування в культуризмі
Пентоксифілін застосовується також у культуризмі як судинорозширювальний препарат, застосування якого призводить до покращення кровопостачання систем органів і тканин в організмі людини, включно із м'язовою системою, що призводить до покращення функцій м'язової системи та мікроциркуляції в тканинах та покращення переносності силових навантажень на органи та системи організму спортсмена.

## Форми випуску
Пентоксифілін випускається у вигляді 0,05 % розчину для інфузій по 100, 200 та 400 мл; 2 та 4 %розчину для ін'єкцій в ампулах по 5 мл; таблеток по 0,1; 0,2; 0,4 та 0,6 г.